# Steinenhaus (Bergisch Gladbach)
Steinenhaus war ein Ortsteil auf dem Gebiet des heutigen Stadtteils Lückerath der Stadt Bergisch Gladbach im Rheinisch-Bergischen Kreis.

## Lage und Beschreibung
Steinenhaus lag im Bereich der heutigen Elisabethstraße – Karl-Theodor-Straße. Die damalige Bebauung und Straßenführung ist heute nicht mehr vorhanden.

## Geschichte
Carl Friedrich von Wiebeking benennt die Hofschaft auf seiner Charte des Herzogthums Berg 1789 als Steinhaus. Aus ihr geht hervor, dass Steinenhaus zu dieser Zeit Teil der Freiheit Bensberg im Kirchspiel Bensberg war.
Unter der französischen Verwaltung zwischen 1806 und 1813 wurde das Amt Porz aufgelöst und Steinenhaus wurde politisch der Mairie Bensberg im Kanton Bensberg zugeordnet. 1816 wandelten die Preußen die Mairie zur Bürgermeisterei Bensberg im Kreis Mülheim am Rhein.
Der Ort ist auf der Topographischen Aufnahme der Rheinlande von 1824 als Steinhaus und auf der Preußischen Uraufnahme von 1840 ohne Namen verzeichnet. Ab der Preußischen Neuaufnahme von 1892 bis zur TK25 von 1958 ist er auf Messtischblättern regelmäßig als Steinenhaus oder ohne Namen verzeichnet. In den 1960er Jahren wurde das Gebiet vollständig neu erschlossen und bebaut und bildet mit den umliegenden Wohnplätzen einen geschlossenen Siedlungsbereich.
Aufgrund des Köln-Gesetzes wurde die Stadt Bensberg mit Wirkung zum 1. Januar 1975 mit Bergisch Gladbach zur Stadt Bergisch Gladbach zusammengeschlossen. Dabei wurde auch das Gebiet von Steinenhaus Teil von Bergisch Gladbach.
| Jahr | Einwohner | Wohngebäude | Kategorie |
| ---- | --------- | ----------- | --------- |
| 1822 | 5         |             | Bauergut  |
| 1830 | 7         |             | Bauerngut |
| 1845 | 11        | 2           | Bauergut  |
| 1871 | 11        | 2           | Hofstelle |
| 1885 | 15        | 2           | Ortschaft |
| 1895 | 15        | 2           | Ortschaft |
| 1905 | 14        | 1           | Ortschaft |